# Kornwestheim
Kornwestheim település Németországban, azon belül Baden-Württembergben, Ludwigsburg kerületben. Lakosainak száma 34 177 fő (2023. december 31.).

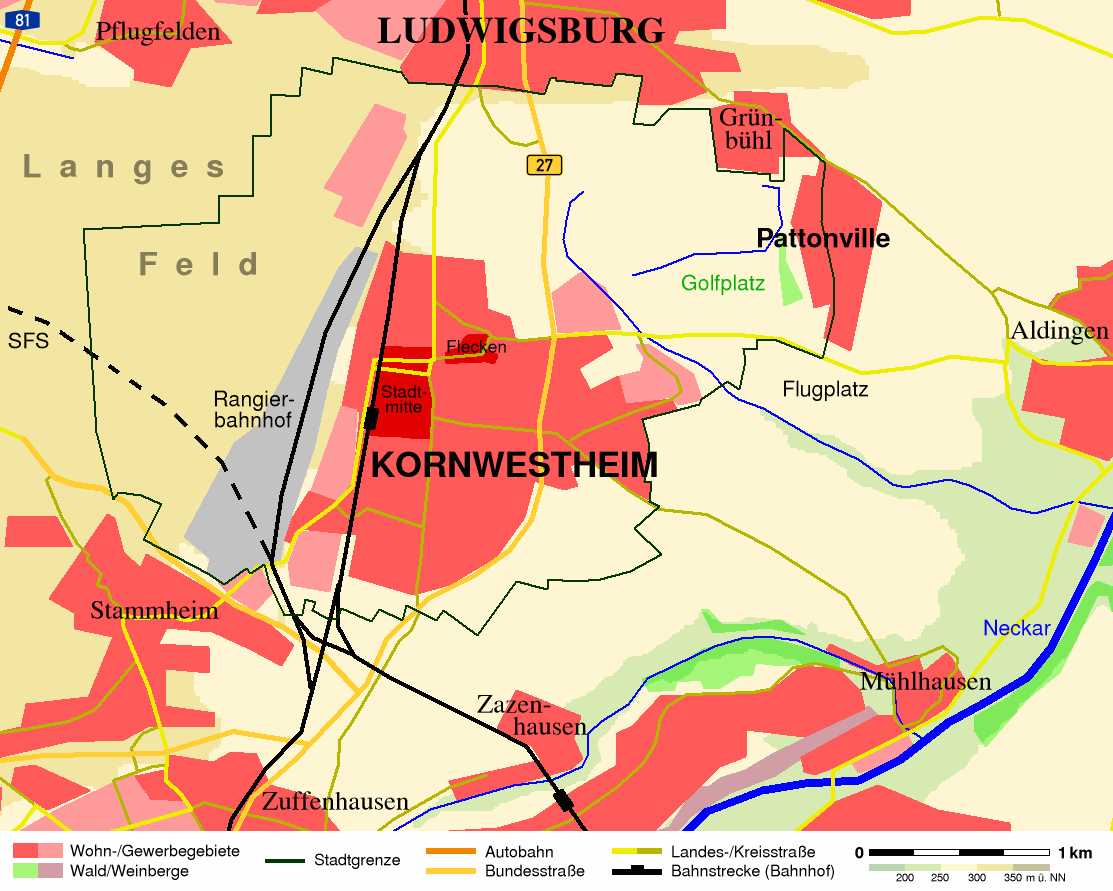

## Népesség
A település népessége az elmúlt években az alábbi módon változott:
| Lakosok száma | 26 296 | 27 676 | 28 215 | 27 037 | 28 117 | 29 925 | 29 863 | 30 823 | 32 177 | 34 177 |
|               | 1961   | 1967   | 1974   | 1980   | 1987   | 1993   | 2000   | 2006   | 2013   | 2023   |

Stuttgarttól 10 kilométernyire északra fekszik, Ludwigsburgtól délre öt kilométernyire helyezkedik el.

## Történelme
A régészeti leletek alapján  a terület már a történelem előtti időkben is lakott volt.
Egy római kori út maradványait is feltárták a régészek a település határában, melynek ma egy része védelem alatt áll. A település nyugati részén egy bronzkori utat tártak fel, melynek helyén ma főútvonal halad. A feltételezések szerint Westheim egy nyugati település volt, amely a keleti Ostheim nyugati párja volt.
Évszázadokon keresztül Kornwestheim virágzó mezőgazdasági település volt, termékeny földekkel és élénk kereskedelmi élettel. 1303-ban Asperg grófja eladta a területet Württenberg hercegségének. 
Kornwestheim történelme több, mint 1200 évre nyúlik vissza. Első említésére 780-ban került sor Westheim néven a Lorchi-kolostor összeírásában. Kornwestheim néven jóval később, csak 1472-ben jelenik meg az írott forrásokban, majd ezen elnevezése a 17. században vált igazán elterjedtté és ekkortól használják hivatalosan is.